# Vesturbyggð
Vesturbyggð és un municipi d'Islàndia, a la regió de Vestfirðir. Té una extensió de 1.336 km² i una població de 1.314 habitants a primer de gener de 2025.
El municipi va ser creat l'11 de juny de 1994 mitjançant la fusió dels antics municipis de Barðastrandarhreppur, Bíldudalshreppur, Patrekshreppur i Rauðasandshreppur. El 28 d'octubre de 2023 els residents van votar a favor d'una fusió amb l'antic municipi de  Tálknafjarðarhreppur, entrant en vigor el primer de gener de 2024.
Les principals poblacions del municipi són Patreksfjörður i en menor mesura Bíldudalur i Krossholt.

## Ciutats agermanades
Vesturbyggð manté una relació d'agermanament amb les següents ciutats:
- Nordfyn (Dinamarca)
- Svelvik (Noruega)
- Vadstena (Suècia)
- Naantali (Finlàndia)